# Риєво
Риєво (пол. Ryjewo) — село в Польщі, у гміні Риєво Квідзинського повіту Поморського воєводства.
Населення — 2897 осіб (2011).

## Демографія
Демографічна структура станом на 31 березня 2011 року:
|          | Загалом | Допрацездатний вік | Працездатний вік | Постпрацездатний вік |
| -------- | ------- | ------------------ | ---------------- | -------------------- |
| Чоловіки | 1475    | 300                | 1064             | 111                  |
| Жінки    | 1422    | 261                | 898              | 263                  |
| Разом    | 2897    | 561                | 1962             | 374                  |